# Myhaliwci
Myhaliwci (ukr. Мигалівці) – wieś na Ukrainie, w obwodzie winnickim, w rejonie żmeryńskim, w hromadzie Bar. W 2001 liczyła 1033 mieszkańców, wśród których 1029 wskazało jako ojczysty język ukraiński, a 4 rosyjski.